# Pel·lícula de robatoris
El cinema de robatoris, pel·lícula de robatoris, heist film o caper film és un subgènere cinematogràfic de delictes. Una de les primeres pel·lícules que van definir el subgènere fou La jungla d'asfalt (1950) el qual, segons Film Genre 2000, "va popularitzar tot sol gairebé aquest gènere dins del cinema dominant". La pel·lícula presentava les errades personals d'uns lladres que els portaven al fracàs del seu robatori. Pel·lícules similars que utilitzen aquesta fórmula foren Assalt al furgó blindat (1950), Atracament perfecte (1956), i La fugida (1972). Durant els anys 1990, les pel·lícules de robatori "experimenten i juguen amb les convencions" d'aquest genere i s'enfoquen més cap a les relacions entre els personatges que en el delicte en si mateix.

## Llista de pel·lícules
| Pel·lícula                          | Any  | Ref.  |
| ----------------------------------- | ---- | ----- |
| 11 Harrowhouse                      | 1974 |       |
| 80 Milions                          | 2011 |       |
| Assalt al furgó blindat             | 1950 | [ 2 ] |
| The Asphalt Jungle                  | 1950 |       |
| Baby Driver                         | 2017 |       |
| Bande à part                        | 1964 |       |
| The Bank Job                        | 2008 |       |
| I soliti ignoti                     | 1958 |       |
| Blau Collar                         | 1978 |       |
| Bob le flambeur                     | 1956 |       |
| Bonnie i Clyde                      | 1967 |       |
| Entre lladres (pel·lícula de 1996)  | 1996 |       |
| Le Cercle Rouge                     | 1970 |       |
| Den De Lladres                      | 2018 |       |
| Le deuxième souffle                 | 1966 |       |
| Tarda negra                         | 1975 |       |
| Fast Five                           | 2011 |       |
| A Fish Called Wanda                 | 1988 |       |
| Impecable                           | 2007 |       |
| The Getaway                         | 1972 |       |
| Entrant Estil                       | 2017 |       |
| Rematada magnífica                  | 1967 |       |
| Heat                                | 1995 |       |
| The Hatton Garden Job               | 2017 |       |
| Comancheria (pel·lícula)            | 2016 |       |
| The Hot Rock                        | 1972 |       |
| How to Steal a Million              | 1966 |       |
| Origen (pel·lícula)                 | 2010 |       |
| Inside Man                          | 2006 |       |
| The Italian Job                     | 1969 |       |
| The Italian Job                     | 2003 |       |
| Jackie Brown                        | 1997 |       |
| Atracament perfecte                 | 1956 |       |
| King de Lladres                     | 2018 |       |
| The Lavender Hill Mob               | 1951 |       |
| Lock, Stock and Two Smoking Barrels | 1998 |       |
| Logan Lucky                         | 2017 |       |
| Ara em veus...                      | 2013 |       |
| Ocean's 8                           | 2018 |       |
| La quadrilla dels onze              | 1960 |       |
| Ocean's Eleven                      | 2001 |       |
| Ocean's Twelve                      | 2004 |       |
| Ocean's Thirteen                    | 2007 |       |
| Un embolic molt perillós            | 1998 |       |
| Li diuen Bodhi                      | 1991 |       |
| Amb la poli als talons              | 1990 |       |
| Reservoir Dogs                      | 1992 |       |
| Rififi                              | 1955 |       |
| Ronin                               | 1998 |       |
| Posat El Fora                       | 1996 |       |
| Sexy Beast                          | 2000 |       |
| Snatch (porcs i diamants)           | 2000 |       |
| The Split                           | 1968 |       |
| El cop                              | 1973 |       |
| Lladre                              | 1981 |       |
| El cas de Thomas Crown              | 1968 |       |
| The Thomas Crown Affair             | 1999 |       |
| Tres Reis                           | 1999 |       |
| Topkapi                             | 1964 |       |
| The Town                            | 2010 |       |
| Vinci                               | 2004 |       |
| The Usual Suspects                  | 1995 |       |
| Vídues                              | 2018 |       |